# Сивков, Константин Васильевич
Константин Васильевич Сивков (13 мая 1882, Белгород, Курская губерния, Российская империя — 12 декабря 1959, Москва, СССР) — русский и советский историк и москвовед.

## Биография
Родился 13 мая 1882 года в Белгороде в семье чиновника Министерства Юстиции и художницы, окончившей среди первых женщин Российскую академию художеств. В 1900 году окончил Курскую гимназию. В 1901 году переехал в Москву и поступил на историко-филологический факультет МГУ, который он окончил в 1906 году. В том же году переехал в Тифлис и устроился на работу в гимназию в качестве учителя истории, позже переехал в Москву и также стал преподавать историю в гимназиях. Автор и редактор первых путеводителей по Москве, увидевшие свет в 1913 и 1915 годах. В 1919 году был избран профессором Иваново-Вознесенского института народного образования и продолжил преподавательскую деятельность в Тверском педагогическом институте, Историко-архивном институте, МГУ и ещё ряде учебных заведений РСФСР. в 1920-х годах активно занимался в области музейного дела. С 1921 по 1930 год заведовал отделом в Историческом музее. В 1935 году устроился на работу в Институт истории и проработал там фактически до смерти. В 1945 году ему было присвоено звание доктора исторических наук. В 1950-х годах заведовал кафедрой в Московском педагогическом институте и воспитал не одно поколение молодых талантливых историков, некоторые из которых к сегодняшнему моменту являются известными специалистами в области истории.
Скончался 12 декабря 1959 года в Москве. Похоронен на 8-м участке Новодевичья кладбища (ряд № 1, место № 7).

## Основные работы
- Самозванчество в России в последней трети XVIII в. // Исторические записки. Т. 31. М., 1950;
- Материалы по истории крестьянского и помещичьего хозяйства первой четверти XVIII в. Сборник документов. М. — Л., 1951;
- Очерки по истории крепостного хозяйства и крестьянского движения в России в первой половине XIX в. М. — Л., 1951;
- Читатели и распространители «Путешествия из Петербурга в Москву» А. Н. Радищева в конце XVIII в. // Исторические записки. Т. 40. М., 1952.

## Награды
- орден Ленина (27.03.1954)